# Steffen Schleiermacher

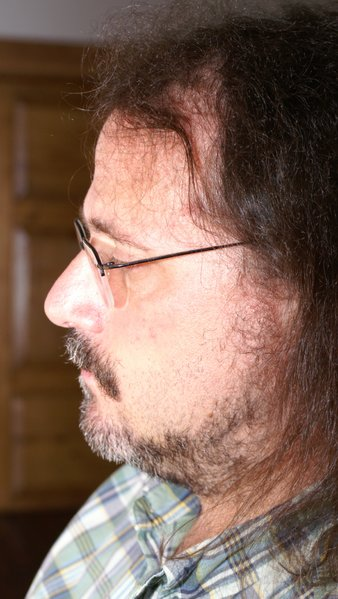
Steffen Schleiermacher

Steffen Schleiermacher (* 3. Mai 1960 in Halle (Saale)) ist ein deutscher Komponist, Pianist und Dirigent. Als Pianist spielte er zahlreiche CDs zur Musik des 20. und frühen 21. Jahrhunderts ein.

## Leben
Steffen Schleiermacher entstammt einer Lehrerfamilie und ist ein Nachfahre des evangelischen Theologen Friedrich Schleiermacher. Er wuchs mit einem älteren Bruder in Halle/Saale auf, sein Neffe ist der Jazzmusiker Johannes Schleiermacher (* 1984). Steffen Schleiermacher erhielt mit sechs Jahren seinen ersten Klavierunterricht, außerdem wurde er in Gehörbildung und Musiktheorie unterwiesen, zeitweise an der städtischen Musikschule. Nach eigenen Angaben hat er „ca. 10 Klavierlehrer verschlissen“. Von 1968 bis 1978 sang er im Stadtsingechor zu Halle unter der Leitung von Dorothea Köhler. Nach dem Abitur 1978 wollte er ursprünglich Architektur studieren, wurde allerdings „nicht genommen“. Anstatt sich für die Alternative Maschinenbau zu entscheiden, bewarb er sich erfolgreich um einen Studienplatz an der Musikhochschule im benachbarten Leipzig.
Ab 1980 studierte er in der Tanzabteilung der Hochschule für Musik „Felix Mendelssohn Bartholdy“ Leipzig Klavier bei Gerhard Erber, der ihn entscheidend förderte. So machte ihn Erber auch mit der Neuen Musik von Karlheinz Stockhausen, Charles Ives und John Cage vertraut. Bei seinem Examen spielte er später Werke von Pierre Boulez, Luciano Berio, Karlheinz Stockhausen und Friedrich Goldmann. Darüber hinaus nahm Schleiermacher 1982 ein Kompositionsstudium bei Siegfried Thiele und 1983 bei Friedrich Schenker auf. Im Alter von zweiundzwanzig Jahren komponierte er seine ersten Stücke. Ab 1983 nahm er zudem Dirigierunterricht bei Günter Blumhagen, weil, wie er selbst ausführte, die Aufführung seiner Stücke schleppend voranging. Von 1984 bis 1988 leitete er das auf zeitgenössische Musik spezialisierte Hochschulensemble Gruppe Junge Musik, das vier Jahre zuvor durch den Komponisten Bernd Franke gegründet worden war. Von 1985 bis 1988 arbeitete Schleiermacher als Assistent für Tonsatz, Gehörbildung und Neue Musik an der Leipziger Musikhochschule. Mitte der 1980er Jahre wurde er mit ersten internationalen Interpretenpreisen ausgezeichnet, 1986 nahm er an den Internationalen Ferienkursen für Neue Musik in Darmstadt teil. Während seiner Assistenzzeit 1986/87 erhielt er für ein Jahr die Gelegenheit als Meisterschüler für Komposition bei Friedrich Goldmann an der Akademie der Künste in Berlin (Ost) zu studieren. 1989/90 absolvierte er als Stipendiat des Deutschen Musikrates ein Zusatzstudium für Klavier bei Aloys Kontarsky an der Hochschule für Musik Köln.
Seit 1988 leitete er die ursprünglich durch seinen Lehrer Friedrich Schenker betreute Konzertreihe Das neue Werk (ab 1990 musica nova) am Gewandhaus in Leipzig. 1989 gründete er u. a. mit dem Leipziger Streichquartett das Ensemble Avantgarde. 1990 gehörte er zu den Gründungsmitgliedern des Forums Zeitgenössischer Musik Leipzig. Ab 1991 verantwortete er das Januarfestival für Neue Musik, das zunächst am Museum der bildenden Künste Leipzig und später an der Schaubühne Lindenfels stattfand. Aus finanziellen und organisatorischen Gründen übernahm im Jahre 2000 der Mitteldeutsche Rundfunk das Festival. Es wurde in den Sommer verlegt und zum MDR-Musiksommer gehörig als zeitgenössische Reihe KlangRausch fortgeführt. Schleiermacher leitete die Reihe bis 2010.
Ab 1989 führten ihn Konzert- und Vortragsreisen in viele Länder Europas, Amerikas und des Fernen Ostens. Er gab Konzerte u. a. mit dem Gewandhausorchester, dem Deutschen Symphonie-Orchester Berlin, den Münchner Philharmonikern, dem Orchestre de la Suisse Romande und weiteren Orchestern u. a. unter Vladimir Ashkenazy, Ingo Metzmacher, Fabio Luisi und Wladimir Jurowski. Rund 60 CD-Aufnahmen erschienen bei verschiedenen Labels (Hathut, WERGO, Musikproduktion Dabringhaus & Grimm), darunter von 1996 bis 2003 die Ersteinspielung des gesamten Klavierwerks von John Cage. Von 1999 bis 2003 folgte die Einspielung des gesamten Klavierwerks von Erik Satie. Intensiv widmete er sich auch der Wiener Schule und deren Umfeld. Weiterhin trug er zur Wiederentdeckung von Josef Matthias Hauer, Leo Spies und Dane Rudhyar und anderen bei.
Schleiermacher schuf zahlreiche Auftragswerke: Gewandhauskapellmeister Kurt Masur verhalf ihm 1986 zum kompositorischen Durchbruch, als er mit dem Solisten Karl Mehlig und dem Leipziger Gewandhausorchester seine Musik für Pauken und Orchester (1984/85) uraufführte. Später setzte sich Riccardo Chailly am Gewandhaus für Schleiermachers Musik ein, so brachte er 2006 GegenBild (2006), 2009 Das Leuchten der singenden Kristalle (2008) und 2011 Bann. Bewegung – mit Beethovens Erster (2010) zur Uraufführung. In seinem Antrittskonzert 2018 als Gewandhauskapellmeister dirigierte Andris Nelsons erstmals das Auftragswerk Relief für Orchester (2017). Auch in Dresden konnte Schleiermacher Fuß fassen: Der junge Komponist wurde in den 1980er Jahren durch die Spezialabteilung für zeitgenössische Musik des VEB Edition Peters gefördert. Unmittelbar nach Gründung des Dresdner Zentrums für zeitgenössische Musik 1986 erhielt er einen Auftrag für das Kammerorchesterwerk Kreon – Hommage à Varèse (1987), das 1987 durch das musica-viva-ensemble dresden unter Hans-Peter Richter zur Uraufführung gebracht wurde. Die Dresdner Philharmonie bestellte das Orchesterwerk Puls, Farbe, Schatten (1994; UA mit Kurt Masur 1995). Als Schleiermachers Hauptwerk gilt die Kammeroper Kokain (2004; Auftragswerk der Oper Bonn) nach der expressionistischen Novelle von Walter Rheiner.
Schleiermacher war Mitglied der Konstituierenden Sitzung der Freien Akademie der Künste zu Leipzig, der er seitdem angehörte. 1998 wurde er ordentliches Mitglied der Klasse Musik der Sächsischen Akademie der Künste. Im Mai 2018 wurde Schleiermacher als neues Mitglied in die Sektion Musik der Berliner Akademie der Künste gewählt. Schleiermacher ist Vorsitzender der Jury des Hanns-Eisler-Stipendiums der Stadt Leipzig.

## Kompositionen (Auswahl)

### Einzelinstrumente
- An sich (2009) – for baritone with woodblock (one performer). Text by Paul Fleming.
- Balance – four small pieces – for György Kurtág (2008) – for piano.
- Bildbeschreibung – 2. Annäherung an Heiner Müller (2000) – for piano.
- Frage! an August Stramm (2005) – for contrabass flute, version for bass flute.
- Herakles – 1. Annäherung an Heiner Müller (2000) – for piano.
- Klanglandschaften im Klavier – 12 Stücke für junge Pianisten (2000) – for piano.
- klavier und klaviere (1997) – for piano and tape.
- Klungkung (2006) – for piano.
- Langenbogener Ouvertüre – mit G.F.H. (2003) – for organ.
- Lîla (2003) – for piano.
- Merseburger Ouvertüre – mit F.L. (2004) – for organ.[22]
- Nadie nos ha visto (to Goya) (2008) – for guitar.
- Philoktet – 3. Annäherung an Heiner Müller (2003) – for piano.
- Trinklied einer verliebten Waldameise (2003) – for Nagelgeige.

### Kammerensemble
- Acht! (2002) – for 4 french horns and 4 percussionists.
- Auto Werk mit Hup Raum (2005) – for brass ensemble, sampler, and tape.
- Atem Los (1998) – for trombone and accordeon.
- Johann Sebastian Bach Weg Los – Shadows over the f-minor invention (2010) – for viola, vibraphon, and piano.
- BasisArbeit – for bass-sax and contrabasson.
- com.pakt in.takt (2002) – for trumpet, altsax, percussion, and piano.
- Druckluft (1999) – for five flutes.
- Echoes (2003) – for 5 pianos.
- Eher was für Madonna & Janet & Björk als für Nicolaus & Helmut & Hans (2000) – for saxophon, piano, and percussion.
- Eine ernste Veränderung – Hommage à Mendelssohn-Bartholdy (2010) – for clarinet, violin, viola, and violoncello.
- EIS SCHATTEN with Mozart (2005) – for twelve wind instruments and contrabass.
- Fanfaren Klänge – after Paul Klee (2010) – for four bassoons.
- Festgefressen (1994) – for string quartet.
- Fünf Stücke für fünf junge Spieler (1991) – for small ensemble (fl, bs, v, vc, perc).
- Für F (1991) – for Clarinet and string quartet.
- Gestalt … gesplittert (1997) – for clarinet, violoncello, and piano.
- Gesang des Apsyrtos (1985) – for chamber ensemble (ob, cl, pno, 3 perc.).
- Glaub Haft (2000) – for ensemble (fl, cl, bs, tp, hr, tb, tb, pno).
- Gnaden Los (1997) – for piano and percussion.
- Heracleum (1992) – for saxophonquartet.
- Inside the Trance Machine (1999) – for six percussionists, also version for four percussionists.
- Klangstarre (2010) – for organ and three trumpets.
- Kulissenwechsel (2001) – for small ensemble (fl, ob, cl, perc, pno, v, vc).
- Musik für Kammerensemble (1990).
- Musik für Violine, Harfe und Kammerensemble (1991).
- Netz Werk (2002) – for ensemble (fl, ob, cl, tp, hr, tb, pno, perc, kb, tape).
- Obophon solo (2003) – for 6 Oboes.
- Obsessionato (2006) – for octet (clarinet, horn, basson, string quintet).
- Pavane für einen träumenden Elefanten (2009) – for woodwind quintet.
- Pasibutbut (1994) – for five clarinets.
- Quartet for Oboe dʼamore, Viola, Doublebass, and Guitar (1986).
- Quintet for Violin, Violoncello, Flute, Clarinet, and Piano (1989).
- Scharfe Harfe (2003) – for harp with clarinet, and flute.
- Schwankendes Gleichgewicht – Hommage à Paul Klee (2004) – for saxophon quartet.
- Six Bagatelles (1986) – for small Ensemble (fl, cl, pno, perc, va, vc).
- SPALT! (1999) – for shakuhachi and small ensemble (bcl, pno, perc, v,va, vc).
- Stau (1999) – Quartet for clarinet, trombone, violoncello, and piano.
- Stockend Fließend (1995) – for oboe, bassoon, viola, and guitar.
- SuchtTraum (2004) – for piano and string quartet.
- Taches – Hommage à Hans Hartung (2007) – for flute, percussion, and piano.
- Three Pieces for Viola and Bassclarinet (2002).
- Triptychon – Hommage à Max Beckmann (2009) – for two pianos.
- Trotz Reaktion I (1994) – for chamber ensemble (ob, cl, tp, harp, perc, va, vc).
- Trotz Reaktion II (1996) – for chamber ensemble (ob, cl, tp, harp, perc, va, vc).
- Trotz Reaktion III (1997) – for chamber ensemble (ob, cl, tp, harp, perc, va, vc).
- Trotz Reaktion IV (1997) – for chamber ensemble (ob, cl, tp, harp, perc, va, vc).
- Versteinertes Umkreisen (2008) – for tp, tb, vc, e-guit, 2 perc, piano.
- Yatz Hatz (2005) – for bassclarinet and bass guitar.
- Zeichen im Klang – Hommage à Paul Klee (2005) – for two pianos.
- Zeit Verschiebung (1997) – for three instrumental units (fl, ob, cl, bs – perc, pno – 2v, va, vc).
- Zeremonie (1988) – for chamber ensemble (2 ob, tb, pno, perc, va, vc, kb).
- Zu Viert (1991) – for 2 pianists and 2 percussionists.
- Zwölf Kinderstücke für zwei gleiche Blasinstrumente (1989) – for two wind instruments.

### Mechanische Musik
- Hommage à RILEY – REICHlich verGLASSt (2001) für MIDI-Keyboard.
- Four Pieces for two prepared player pianos (1999).
- Fünf Stücke für Jahrmarktsorgel (1997), Version für  Player Piano (2004).
- Geharnischt! (2005) für zwei Player Pianos.
- SiK2Cl2Mn (2009) für Player Piano.

### Kammerorchester
- Das Tosen des staunenden Echos (2009).
- Konzert für Viola und Kammerorchester (1987)
- Kreon – Hommage à Varèse (1987).
- Sisyphos (1997).

### Vokalwerke
- ATARAXIA (2008) für zwei oder vier gemischte Chöre. Texte von Meister Eckehart, Seneca, Heraklit und aus der Anguttara-Nikaya.
- Das Testament des Oedipus (2002) für zwei Stimmen, Saxophon, Schlagwerk, Sampler und Tonband. Text: Heiner Müller, Sophokles.
- Dädalus (2005) für Stimme, Klarinette, Cello und Klavier. Text: Thomas Rosenlöcher.
- Der Fingernase fehlt die Schädeldecke (2004) für zwölf Stimmen. Text: Sammlung Prinzhorn.
- Die Beschwörung der trunkenen Oase (2009) für das Hilliard Ensemble und Orchester.
- Die Menschheit (2000) für Stimme und präpariertes Klavier. Text: August Stramm.
- Engel Schlacht Fest (2003) für Stimme, Flöte, Klarinette, Violine und Cello. Text: Leonore Kandel.
- Four Pieces, to interpolate the 3rd part of the b-minor-mass by J.S. Bach (2007) für gemischten Chor und Orchester.
- Marsyas (2008) für Bariton, zwei Trompeten, Klavier und zwei Schlagwerker. Text: Franz Fühmann.
- MUZIKA (2000)  für fünf Stimmen und präpariertes Klavier. Text: Hyacinth von Wiesner.
- O schmerzliche Freude – für und mit Gesualdo di Venosa (2009) für fünf Stimmen, Klarinette, Viola und Akkordeon.
- Psalm 62 (2003/2006) für gemischten Chor.
- Psalm 88 (2001) für gemischten Chor.
- Psalm 116 (2010) für fünf Stimmen.
- Sternloses Licht – eine Hommage an Robert Schumann (2010) für großen Chor. Text: Joseph Christian von Zedlitz.
- Tropfblut (2003) für Kinderchor und fünf Blechbläser. Text: August Stramm.
- Una cava di nostalgia – Hommage à Gesualdo di Venosa (1996) für fünf Stimmen und elf Instrumente.
- Vier Chöre nach Gedichten von Georg Trakl (1984/85).
- Wenn meine Pein euch schmerzt – für und mit Gesualdo di Venosa (2009) für fünf Stimmen, Klarinette, Viola und Akkordeon.
- Zähne (1997) für zwölf Stimmen und Schlagwerk.
- ZeitBrücken (2005) für fünf Männerstimmen und Streichquartett. Konzertprojekt mit Musik von Steffen Schleiermacher, Josquin de Prez, Ockeghem und Johann Sebastian Bach.

### Orchesterwerke
- Relief für Orchester (2017)
- Bann. Bewegung – mit Beethovens Erster (2010).
- Das Leuchten der singenden Kristalle (2008).
- Gassen Hauer mit Nebel Horn (2001) für Theremin, Holz- und Blechblasinstrumente, Schlagwerk, Harfe und Klavier.
- GegenBild (2006) für Orgel und Orchester.
- Heim. Weh. Nach. Liszt (2004) für Player Piano und Orchester.
- Keil (1998) für Saxophon und Orchester.
- Musik für Pauken und Orchester (1984/85).
- Puls Farbe Schatten (1994).
- Stille und Klang (1991).

### Musiktheater
- Kokain (2004) nach einer Novelle von Walter Rheiner.

### Hörspielmusik
- 1986: Märchen aus 1001 Nacht: Sindbad der Seefahrer (Dirigent, Musiker der Staatskapelle Berlin) – Regie: Dieter Wardetzky, Musik: Friedrich Schenker (Kinderhörspiel – Litera)
- 2014: Natascha Wodin/Wolfgang Hilbig: Nachtgeschwister, provisorisch – Regie: Ulrich Lampen (Hörspiel – MDR/DKultur)
- 2022 Rainald Grebe, Tilla Kratochwil:  Fallada. Ein Leben im Rausch, Regie: Ulrich Lampen, Produktion: RBB Kultur

## Preise und Auszeichnungen
- 1985 Klavier-Preis beim Gaudeamus-Wettbewerb in Rotterdam
- 1986 Kranichsteiner Musikpreis (Klavier)
- 1987/88 Mendelssohn-Stipendium des Ministeriums für Kultur der DDR
- 1989 Hanns-Eisler-Preis des Rundfunks der DDR (für Konzert für Viola und Kammerensemble)
- 1989/90 Stipendium des Deutschen Musikrates
- 1991 Preis der Christoph-und-Stephan-Kaske-Stiftung in München
- 1992/93/94/97 Kompositionsstipendien der Stiftung Kulturfonds
- 1992 Stipendium der Deutschen Akademie Rom Villa Massimo
- 1992 Schneider-Schott-Musikpreis Mainz (mit dem Ensemble Avantgarde)
- 1997 Stipendium der Japan Foundation
- 1998 ECHO Klassik Die Einspielung des Jahres mit Musik des 20. Jahrhunderts (für John Cage: Complete Piano Music Vol. 1)
- 1999 Stipendium der Cité Internationale des Arts Paris
- 1999 ECHO Klassik Instrumentalist/Instrumentalistin des Jahres (für John Cage: Complete Piano Music)
- 2002 Jahrespreis der deutschen Schallplattenkritik (für John Cage: Complete Piano Music Vol. 1–10)
- 2003 ECHO Klassik Editorische Leistung (für John Cage: Complete Piano Music Vol. 1–10)
- 2005 Hörkules – Hörbuchpreis des Buchhandels (für Die Päpstin)
- 2010 Chevalier des arts et lettres
- 2013 ECHO Klassik Kammermusikeinspielung des Jahres[23] (gemeinsam mit Andreas Seidel; für Morton Feldman: Violine und Klavier)
- 2015 ECHO Klassik Solistische Einspielung des Jahres[24] (für teachers. friends. colleagues)
- 2017 Jahrespreis der deutschen Schallplattenkritik (Hanns Eisler: Lieder Vol. 1)
- 2018 Johann Walter Plakette des Sächsischen Musikrats